# بیگاری

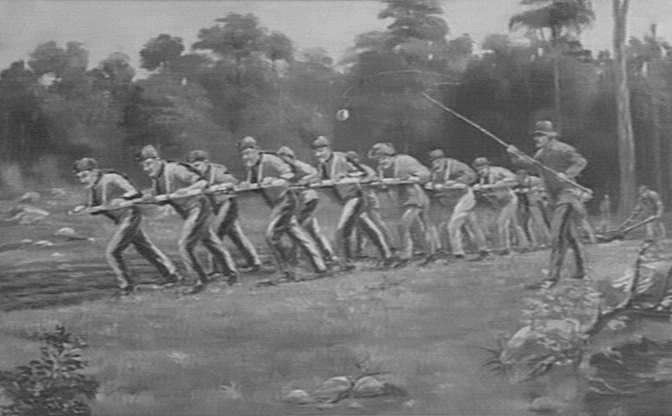
بیگاری زندانیان در استرالیا، آغاز سدهٔ ۱۹ میلادی

بیگاری به معنی کار اجباری بی‌مزد است.
بیگاری کشیدن ممکن است از طریق تهدید، ترس، خشونت یا ناچار کردن اشخاص صورت بگیرد.
مفهوم بیگاری انواع جنبه‌های بردگی از جمله وام‌دار کردن رعیت‌ها (بردگی وام‌دار)، سرف‌داری و اردوگاه کار اجباری را در برمی‌گیرد.
فرق بیگاری با بردگی اینست که در بردگی، خود انسان به عنوان یک کالای قابل فروش دیده می‌شود ولی در بیگاری این امر الزامی نیست.
بر پایه تعریف سازمان بین‌المللی کار که در سال ۱۹۳۰ رسمیت یافت، کار در زمان دوره خدمت سربازی و دوره بازداشت و زندان بیگاری به‌شمار نمی‌آید.
به هنگام جنگ جهانی دوم در آلمان نازی شهروندان در مقیاس گسترده وادار به بیگاری شدند. دولت آلمان برای جبران کمبود نیروی کار که در پی فرستادن درصد بالایی از مردان جوان به جبهه‌های جنگ پدید آمده بود شهروندان باقی‌مانده را به بیگاری وادار ساخت.
در جنگ دوم جهانی در ژاپن نیز صدها هزار کره‌ای برای کار در معدن‌ها و کارخانه‌ها به بیگاری گماشته شدند.